# 高木正博
高木 正博（たかぎ まさひろ、1947年1月 - ）は、日本の地理学者。駒澤大学名誉教授。専門は応用地理学。

## 来歴
1969年、神奈川大学工学部応用化学科卒業。1973年、駒澤大学大学院人文科学研究科地理学専攻。文学修士。1993年から1994年、仏・ストラスブールのルイ・パスツール大学。
駒澤大学文学部地理学科地域環境研究専攻教授に就任。2005年、同文学部長。2009年、同大学院地理学専攻主任。2017年、同大学名誉教授。
日本水文科学会常任委員および会計委員長など歴任。

## 著書
- 「河川をめぐる歴史像」（共著）雄山閣出版
- 「都市における農業用水路の変遷」（共著）雄山閣出版